# Zanna pulmuncula
Zanna pulmuncula är en insektsart som beskrevs av William Lucas Distant 1905. Zanna pulmuncula ingår i släktet Zanna och familjen lyktstritar. Inga underarter finns listade i Catalogue of Life.